# Balatro
Balatro (/ˈba.la.tɾo/ BA-la-tro) é um jogo eletrônico roguelike de construção de baralhos com tema de pôquer desenvolvido por LocalThunk e publicado pela Playstack. Ele foi lançado para Microsoft Windows, PlayStation 4, PlayStation 5, Xbox One, Xbox Series X/S e Nintendo Switch em 20 de fevereiro de 2024, e para macOS em 1 de março de 2024. Além disso, versões para Android e iOS foram lançadas em 26 de setembro do mesmo ano. Nele, o jogador faz jogadas de pôquer para marcar pontos e derrotar "blinds", enquanto melhora o seu baralho e compra cartas curinga com efeitos passivos.

## Jogabilidade
Balatro é um jogo eletrônico de construção de baralho com tema de pôquer, com o objetivo de vencer todas as rodadas, conhecidas como "Apostas". É possível fazê-lo marcandos pontos suficientes e melhorando o baralho com várias cartas curinga, cada uma com seus próprios efeitos passivos. Cada Aposta tem três rodadas, chamadas de "Blinds": uma "Small Blind", uma "Big Blind" e uma "Boss Blind". Cada blind tem uma meta de pontuação a ser atingida, que o jogador deve alcançar fazendo jogadas de pôquer com o seu baralho dentro de uma quantidade predefinida de mãos e descartes à disposição. Enquanto as Small Blinds e Big Blinds podem ser saltadas, o que, por sua vez, pode levar a vários efeitos, a Boss Blind não pode, o que significa que vencer a Boss Blind é obrigatório para avançar para a próxima Aposta. Cada Boss Blind tem seu próprio desafio: por exemplo, a Folha Verdejante, a última Boss Blind da versão demo, impede que todas as cartas sejam contadas na pontuação até que o jogador remova um curinga do inventário, enquanto o Olho não permite o uso de uma mão jogada anteriormente durante esta blind. Cada uma das Boss Blinds (com exceção da última) é baseada em uma letra do alfabeto fenício.
Quando uma blind é derrotada, o jogador recebe uma quantia de dinheiro de acordo com o número de mãos restantes e juros com base no dinheiro acumulado, e em seguida pode acessar a loja. Lá, ele pode comprar vários tipos de cartas: os curingas permitem que o jogador aumente o valor de suas mãos, geralmente aumentando o multiplicador vermelho ou a quantidade azul de fichas em determinadas circunstâncias; os arcanos, que têm como tema os arcanos maiores de um baralho de tarô padrão, podem ser armazenados para uso posterior e usados durante uma blind; os planetas aumentam o valor inicial de uma determinada jogada, e os vouchers, que são compras únicas e reabastecidos após derrotar uma Boss Blind, afetam vários aspectos do jogo, como as mãos e os descartes disponíveis ao jogador ou o preço dos itens na loja.

## Desenvolvimento e lançamento
Desenvolvedora formada por uma única pessoa, a LocalThunk é sediada no Canadá. O desenvolvimento de Balatro durou cerca de dois anos e meio, e foi um dos pequenos conceitos que LocalThunk desenvolveu nos 10 anos que precederam o seu lançamento, e que o desenvolvedor compartilhou com amigos.
Balatro começou inspirado no jogo de cartas cantonês Big Two, em que os jogadores jogam várias cartas para criar mãos semelhantes às do pôquer, acrescentando elementos para jogá-lo on-line. Em seguida, o desenvolvedor viu o número de jogos roguelike de construção de baralhos na Steam e, embora não o tenha jogado, viu vídeos de Luck Be a Landlord, um roguelike construído com base no conceito de máquinas caça-níqueis em que o jogador tem rodadas limitadas para atingir um valor alvo em cada rodada. Ele foi motivado a fazer a transição de sua visão de Big Two para um roguelike de construção de baralhos para um jogador, removendo o modo on-line e evitando conscientemente jogar qualquer um dos outros construtores de baralhos para não tirar ideias desses jogos. Ele só jogou Slay the Spire perto do final do desenvolvimento para entender como esse jogo implementou seu esquema de controle.
Cerca de um ano antes do lançamento, LocalThunk deixou seu emprego para se concentrar em terminar Balatro "para colocar em seu currículo". Ele fez o carregamento de uma versão inicial na Steam, o que acabou fazendo com que grandes streamers jogassem o jogo e fizessem publicidade antes do lançamento. Como resultado dessa publicidade, LocalThunk incorporou algumas sugestões dos jogadores na versão final do jogo, como a adição de batalhas contra chefes, embora também tenha rejeitado muitas ideias.
Pouco depois do lançamento do jogo, a classificação PEGI de Balatro foi alterada de 3+ para 18+ por causa de "imagens proeminentes de jogos de azar", devido às regras rígidas da PEGI sobre este tipo de representação, fazendo com que o jogo fosse retirado de venda em determinados territórios. A editora Playstack declarou que havia discutido o conteúdo do jogo com a PEGI antes do lançamento (o que fez com que a classificação inicial de 18+ fosse reduzida para 3+) e que, apesar de ser baseado em pôquer, o jogo não retrata nenhuma forma de jogo de azar, e pretendia apelar contra a nova classificação.
LocalThunk e a Playstack confirmaram planos para versões do jogo para dispositivos Android e iOS.

## Recepção
Balatro recebeu "aclamação universal" da crítica especializada, de acordo com o agregador de críticas Metacritic. No agregador de críticas OpenCritic, o jogo recebeu uma nota média de 91%, com uma taxa de recomendação de 100%.
Alex Orona, da Nintendo World Report, o considerou "um jogo inteligente" com "mecânicas profundas" e "ritmo acelerado". Jordan Helm, da Hardcore Gamer, afirmou que o jogo é "viciante" e "habilmente elaborado". Escrevendo para a Nintendo Life, Ollie Reynolds deu a Balatro uma nota perfeita, realçando sua dificuldade para encontrar pontos negativos no jogo e destacand-o como um "líder claro e óbvio" para as premiações de Jogo do Ano. Simon Cardy, da IGN, concluiu sua crítica afirmando que o jogo "é o tipo de diversão que ameaça atrapalhar todos os planos para o fim de semana, porque você fica acordado até tarde olhando nos olhos de um curinga que o instiga a tentar mais uma vez."
Charlie Brooker, criador da série de televisão Black Mirror, classificou Balatro como "possivelmente a coisa mais viciante já criada" e disse que, quando o jogo fosse lançado para dispositivos móveis, "a atividade da humanidade vai cair cerca de 25%"; Posteriormente, Balatro apareceu brevemente no episódio "Hotel Reverie" da sétima temporada de Black Mirror, lançada em abril de 2025.
No entanto, alguns jornalistas criticaram as diferenças exageradas entre Boss Blinds. Por exemplo, Helm afirmou que as Boss Blinds "não são sempre as mais equilibradas". Alessandro Barbosa, da GameSpot, ecoou a crítica, afirmando que isto "cria um desbalanceamento estridente em uma tentativa."

### Vendas
Oito horas após seu lançamento, o jogo já havia gerado mais de um milhão de dólares em receita bruta, de acordo com a publicadora Playstack, se tornando o seu jogo de venda mais rápida até então. Mais de 250 mil cópias foram vendidas nos primeiros três dias, 500 mil nos primeiro dez dias e um milhão no primeiro mês.

## Prêmios
| Ano  | Cerimônia                        | Categoria                                      | Resultado      | Ref.          |
| ---- | -------------------------------- | ---------------------------------------------- | -------------- | ------------- |
| 2024 | Golden Joystick Awards           | Golden Joystick Award de Jogo do Ano [en]      | Indicado       | [ 30 ] [ 31 ] |
| 2024 | Golden Joystick Awards           | Melhor Jogo Indie                              | Venceu         | [ 30 ] [ 31 ] |
| 2024 | Golden Joystick Awards           | Melhor Design de Som                           | Indicado       | [ 30 ] [ 31 ] |
| 2024 | Golden Joystick Awards           | Jogo do Ano para PC                            | Indicado       | [ 30 ] [ 31 ] |
| 2024 | Golden Joystick Awards           | Breakthrough (Escolha dos Críticos)            | Venceu         | [ 30 ] [ 31 ] |
| 2024 | The Game Awards 2024             | Jogo do Ano                                    | Indicado       | [ 32 ]        |
| 2024 | The Game Awards 2024             | Melhor Direção de Jogo                         | Indicado       | [ 32 ]        |
| 2024 | The Game Awards 2024             | Melhor Jogo Indie                              | Venceu         | [ 32 ]        |
| 2024 | The Game Awards 2024             | Melhor Jogo Indie de Estreia                   | Venceu         | [ 32 ]        |
| 2024 | The Game Awards 2024             | Melhor Jogo Mobile                             | Venceu         | [ 32 ]        |
| 2024 | The Steam Awards                 | Jogo do Ano                                    | Indicado       | [ 33 ]        |
| 2024 | The Steam Awards                 | Jogabilidade Mais Inovadora                    | Indicado       | [ 33 ]        |
| 2024 | The Steam Awards                 | Melhor Jogo para Steam Deck                    | Indicado       | [ 33 ]        |
| 2025 | New York Game Awards             | Prêmio Big Apple de Melhor Jogo do Ano         | Indicado       | [ 34 ]        |
| 2025 | New York Game Awards             | Prêmio Off Broadway de Melhor Jogo Indie       | Indicado       | [ 34 ]        |
| 2025 | 28º Prêmio Anual D.I.C.E.        | D.I.C.E de Jogo do Ano                         | Indicado       | [ 35 ] [ 36 ] |
| 2025 | 28º Prêmio Anual D.I.C.E.        | D.I.C.E de Jogo Indie                          | Venceu         | [ 35 ] [ 36 ] |
| 2025 | 28º Prêmio Anual D.I.C.E.        | D.I.C.E de Direção de Jogo                     | Indicado       | [ 35 ] [ 36 ] |
| 2025 | 28º Prêmio Anual D.I.C.E.        | D.I.C.E de Jogo Mobile do Ano                  | Venceu         | [ 35 ] [ 36 ] |
| 2025 | 28º Prêmio Anual D.I.C.E.        | D.I.C.E de Jogo de Estratégia/Simulação do Ano | Venceu         | [ 35 ] [ 36 ] |
| 2025 | Independent Games Festival       | Grande Prêmio Seumas McNally                   | Menção honrosa | [ 37 ]        |
| 2025 | Independent Games Festival       | Excelência em Design de Jogo                   | Indicado       | [ 37 ]        |
| 2025 | Game Developers Choice Awards    | Jogo do Ano                                    | Venceu         | [ 38 ] [ 39 ] |
| 2025 | Game Developers Choice Awards    | Melhor Som                                     | Menção honrosa | [ 38 ] [ 39 ] |
| 2025 | Game Developers Choice Awards    | Melhor Estreia                                 | Venceu         | [ 38 ] [ 39 ] |
| 2025 | Game Developers Choice Awards    | Melhor Design                                  | Venceu         | [ 38 ] [ 39 ] |
| 2025 | Game Developers Choice Awards    | Inovação do Ano                                | Venceu         | [ 38 ] [ 39 ] |
| 2025 | Game Developers Choice Awards    | Melhor Arte Visual                             | Menção honrosa | [ 38 ] [ 39 ] |
| 2025 | NAVGTR Awards 2024               | Melhor Design de Jogabilidade, Nova IP         | Indicado       | [ 40 ]        |
| 2025 | NAVGTR Awards 2024               | Jogo, Puzzle                                   | Venceu         | [ 40 ]        |
| 2025 | 21º British Academy Games Awards | Melhor Jogo                                    | Pendente       | [ 41 ]        |
| 2025 | 21º British Academy Games Awards | Melhor Estreia                                 | Pendente       | [ 41 ]        |
| 2025 | 21º British Academy Games Awards | Design de Jogo                                 | Pendente       | [ 41 ]        |
| 2025 | 21º British Academy Games Awards | Propriedade Intelectual Original               | Pendente       | [ 41 ]        |